# LGBT práva v Kuvajtu

Duhová mapa Kuvajtu

Lesby, gayové, bisexuálové, transexuálové (LGBT) se v Kuvajtu mohou potýkat s problémy, s nimiž se většinová populace Kuvajtu nesetkává. Dobrovolná sexuální aktivita mezi ženami je v Kuvajtu legální, ale mužský homosexuální styk je ilegální. Kuvajtské zákony neuznávají stejnopohlavní manželství.

## Zákony týkající se homosexuality
- § 193 Trestního zákoníku trestá homosexuální styk mezi muži staršími 21 let 6 lety odnětí svobody.[2] Pokud je homosexuální styk vykonán s osobou mladší 21 let, pak je maximální výše trestu odnětí svobody 10 let.[3]

- § 198 zakazuje imitaci "chování vlastního osobě opačného pohlaví" peněžitým trestem nebo odnětím svobody

- Dobrovolná sexuální aktivita mezi dospělými ženami je v Kuvajtu legální.[1]

V únoru 2005 zatkla policie skupinu 28 údajných homosexuálů, kteří měli měli během svého setkání před restaurací rychlého občerstvení rušit veřejný klid. 27. října policie podnikla razii na večírek, kde měli homosexuálové údajně oslavovat svatbu.

## Zákony proti homosexualitě v médiích
První zákony byly přijaty v r. 1961. Kuvajtské právo tehdy přijalo několik opatření ohledně LGBT témat.
- § 26 zakazuje publikace, které jsou v rozporu s veřejnou morálkou, lidskou důstojností nebo lidskou svobodou.".[5]

- § 37 dává Mediálnímu úřadu právo zakazovat dovážet publikace, které narušují veřejnou morálku nebo hanobí víru.[5]

V r. 2000 Kuvajt vyzval odvolací soud ke znovuotevření případu soudu nižšího stupně ohledně dvou spisovatelek, jejichž literatura zobrazovala homosexualitu, a které nebyly za to pokutovány.

## Změna pohlaví v Kuvajtu
Před r. 2008 byl crossdressing v Kuvajtu legální. Od r. 2008 veřejný crossdressing ilegální.
V r. 2003 Kuvajtský občansko-právní soudní dvůr zamítnul případ 25leté ženy, která žádala o změnu jména a dokladů po chirurgické změně pohlaví provedené v Thajsku. Ačkoliv o rok později, dle dalších zpráv Kuvajt rozhodl, že je možné transsexuálům v Kuvajtu změnit doklady tak, aby odpovídaly jejich fyzickému vzhledu, na základě poskytnutých důkazů však byla osoba považována státem stále považována za ojedinělou lékařskou anomálii.

## LGBT organizace v Kuvajtu
V r. 2007 Al Arabiya new sdělily, že skupina Kuvajtců požaduje svolení k založení nové asociace, která by bojovala za práva LGBT Kuvajtců. Všechny významné skupiny a kluby byly schváleny Ministerstvem práce a sociálních věcí, které se k žádosti nevyjádřily.

## Případy HIV/AIDS
V r. 1988 kuvajtský ministr zdravotnictví zveřejnil zprávu ohledně HIV infekce v Kuvajtu , především s ohledem na národnost, rodinný stav a sexuální orientaci. V r. 2004 OSN zjistilo a zveřejnilo, že 6 % případů HIV bylo způsobeno nechráněným pohlavním stykem mezi muži.
V r. 1992 Kuvajtská národní správa postavila mimo zákon známé případy přenosu HIV na jinou osobu.

## Životní podmínky
| Legální stejnopohlavní styk                                                              | Mužský ilegální Ženský legální |
| Stejný věk legální způsobilosti k pohlavnímu styku pro obě orientace                     | No                             |
| Anti-diskriminační zákony v zaměstnání                                                   | No                             |
| Anti-diskriminační zákony ve službách a v obchodu                                        | No                             |
| Anti-diskriminační zákony v ostatních oblastech(nepřímá diskriminace, homofobní projevy) | No                             |
| Stejnopohlavní manželství                                                                | No                             |
| Stejnopohlavní soužití                                                                   | No                             |
| Adopce dítěte stejnopohlavního partnera                                                  | No                             |
| Společná adopce                                                                          | No                             |
| Homosexuální jednotlivec může sloužit v armádě                                           | No                             |
| Možnost změny pohlaví                                                                    | No                             |
| Možnost umělého oplodnění pro lesbické ženy                                              | No                             |
| Možnost náhradního mateřství                                                             | No                             |